# Copsychus fulicatus
La tarabilla terrestre (Copsychus fulicatus) es una especie de ave paseriforme en la familia Muscicapidae.
Está muy extendida en el subcontinente indio, se distribuye a través de Bangladés, Bután, India, Nepal, Pakistán y Sri Lanka. Los machos de las poblaciones del norte tienen la parte posterior marrón, cuya extensión se reduce gradualmente hacia el sur, con poblaciones en sur de la península que tienen toda la espalda negra. Generalmente, se encuentran en zonas de matorrales abiertos y menudo son vistos corriendo por el suelo o posados en arbustos espinosos y rocas. Su larga cola —que mantienen erguida, las coberteras subcaudales castañas y el cuerpo oscuro los hacen fácilmente distinguibles de la tarabilla pía (Saxicola caprata) y la shama oriental (Copsychus saularis).

## Descripción

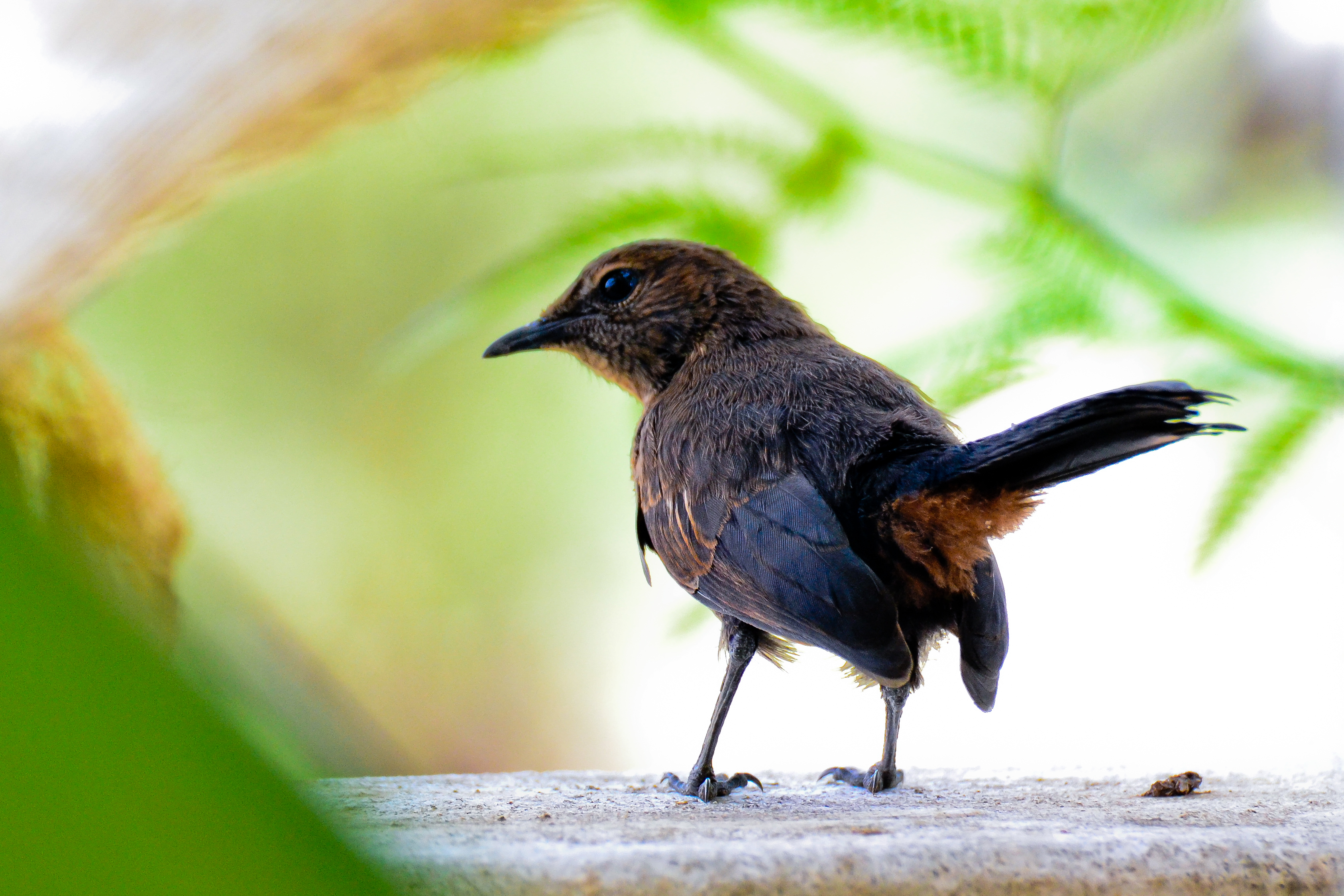
En Tirunelveli, India.

La especie presenta dimorfismo sexual en el plumaje, el macho es principalmente negro con un parche o franja blanca en los hombros cuya extensión visible pueden variar según la postura. Las poblaciones del norte tienen el plumaje superior pardo, mientras que en las poblaciones del sur es de color negro. Los machos tienen las coberteras subcaudales castañas y éstas son visibles cuando el ave tiene la cola levantada verticalmente. Las hembras son de color marrón por encima, no tienen la raya blanca en los hombros y son grisáceas en la parte inferior, con la cloaca de un tono castaño más pálido que en los machos. Las aves de las poblaciones del norte son más grandes que las del sur de la India o Sri Lanka. Los pájaros juveniles son muy parecidos a las hembras, pero la garganta es moteada.
Varias subespecies han sido descritas sobre la base de diferencias en el plumaje. La subespecie nominal es la población que se encuentra por todo el sur peninsular de la India. La subespecie leucopterus es encontrada en Sri Lanka, cambaiensis en el oeste de la India y erythrura  (=erythrurus) en el este (al sur en torno Sambalpur) los machos tienen las partes posteriores marrones. La población intermedius incluye formas entre cambaiensis, erythrura y fulicata en el centro de la India y partes de la región de Deccan. La subespecie munda fue nombrada por un espécimen de Punjab, pero ahora se considera sinónimo de cambaiensis. Clasificaciones más antiguas tratan a la población en el sur de la India con el nombre ptymatura considerando a Sri Lankala como la localidad tipo a pesar de que la localidad tipo subsecuentemente se ha restringido a Pondicherry.
Los nombres locales registrados por Jerdon incluyen Nalanchi (telugu), Wannatikuruvi (tamil, pájaro lavandero), Kalchuri (hindi) y Paan kiriththaa (cingalés). El nombre del género indica que es similar a Saxicola, el género de la tarabilla pía, un pájaro a menudo encontrado en hábitats similares.

## Distribución y hábitat
Esta ave vive en hábitats forestales abiertos pedregosos, cubiertos de hierba y matorrales. Se encuentran principalmente en hábitats secos y en su mayoría están ausentes de las regiones forestales más gruesas y las zonas de alta pluviosidad. Todas las poblaciones son residentes y no migratorias. A menudo se puede encontrar cerca de los asentamientos humanos y con frecuencia se posan en los tejados.

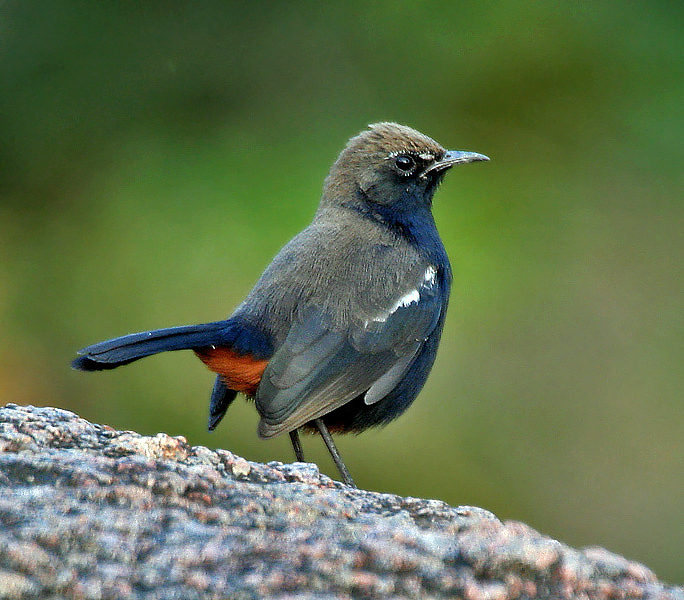
Ejemplar de Andhra Pradesh, que muestra características de intermedius

La especie fue introducida en la región de Nueva York, pero no se estableció.

## Ecología
Una densidad de población de 193 a 240 individuos por kilómetro cuadrado ha sido estimada en el campus de la Universidad de Pondicherry. La proporción de machos a hembras fue de alrededor de 1.5:1. El tamaño del territorio para los machos se estima en alrededor 6650 m². Los machos pueden ser agresivos con los otros machos durante la temporada de cría e incluso atacarán los reflejos. Las actividades humanas como la tala y la extracción de leña en los bosques parecen beneficiarlos.

### Alimentación
Se alimentan principalmente de insectos, pero son conocidos por atrapar ranas y lagartijas especialmente al alimentar jóvenes en el nido. También pueden buscar comida tarde en la noche para capturar insectos atraídos a las luces.

### Reproducción

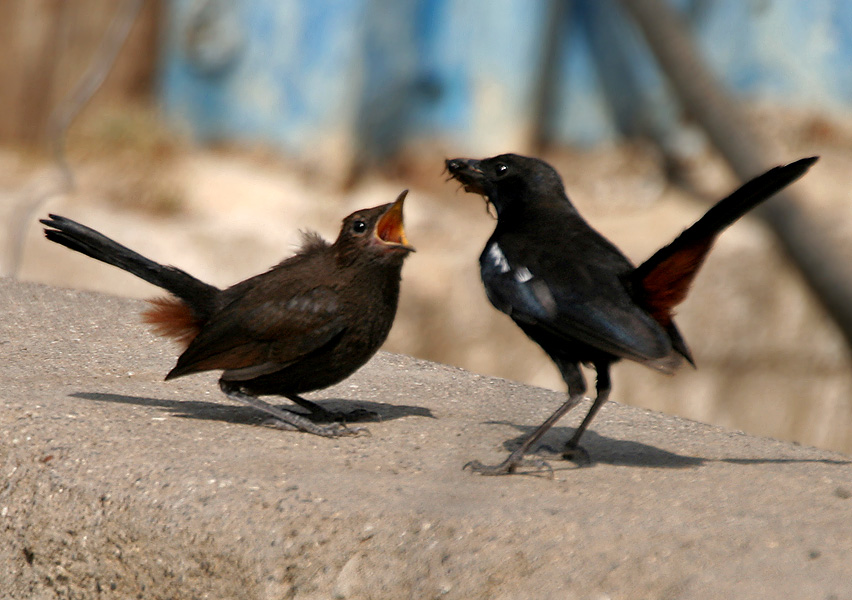
Macho alimentando a un joven en (Parli, India).

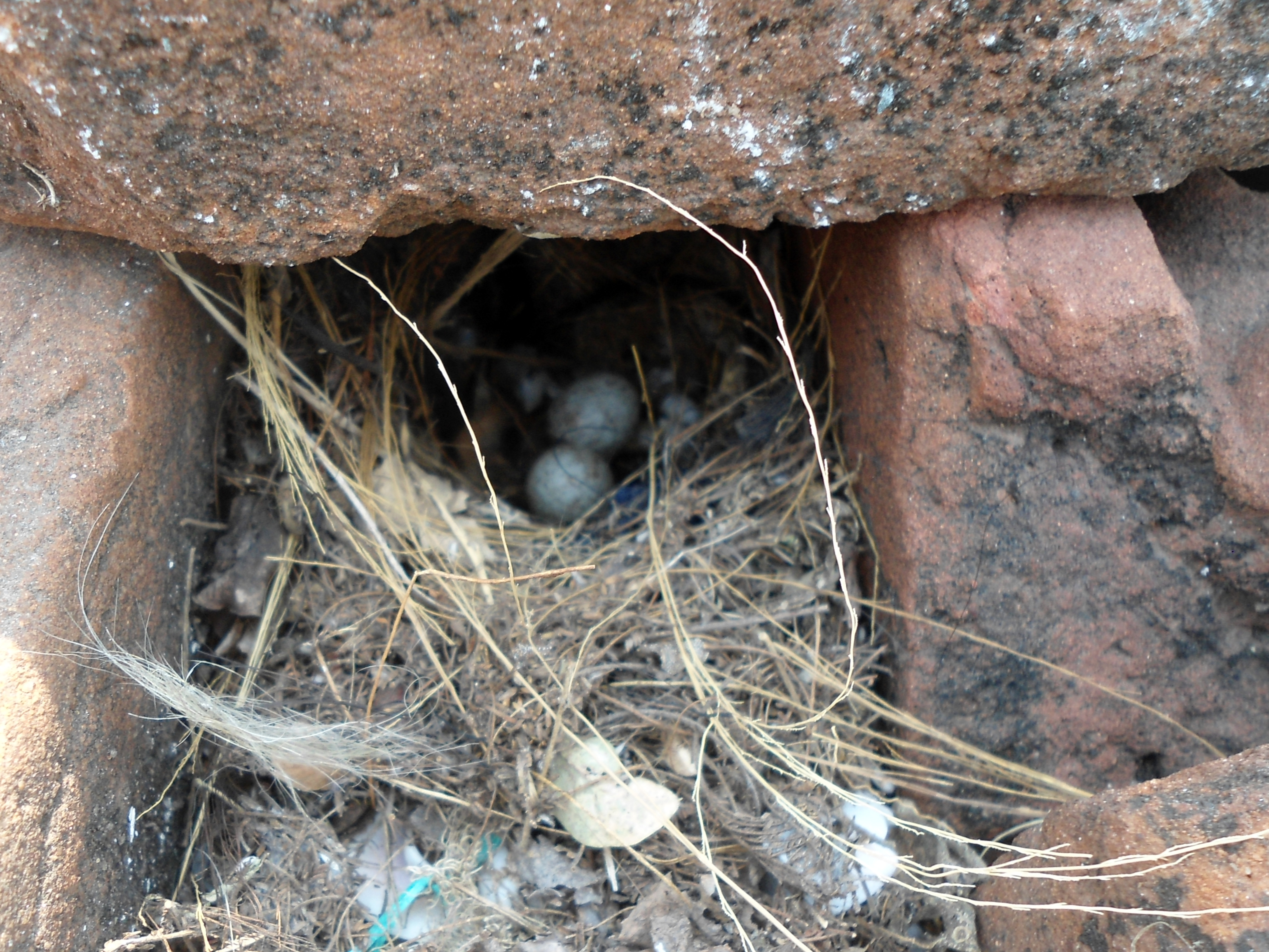
Nido y huevos en Visakhapatnam, India.

La época de reproducción es de diciembre a septiembre, pero varía según la región y por lo general comienza con las primeras lluvias. El máximo de reproducción en el norte de la India es en junio y ocurre antes en el sur del país. En Sri Lanka se reproduce en marzo a junio y agosto a septiembre. Los machos cantan durante esta temporada y realizan una exhibición de cortejo bajando y extendiendo las plumas de la cola y pavoneándose alrededor de la hembra, exhibiendo los costados y esponjando las coberteras infracaudales. Los cantos de los machos tienen variantes para invitar parejas y para disuadir a otros machos. Los machos ahuyentar a los otros machos y patrullan su territorio mediante vuelo de aleteos lentos de rama en rama. A veces pueden picotear sus propios reflejos. Una exhibición agresiva implica esponjar las plumas y mantener el pico en alto.
Los nidos son construidos entre las rocas, en los agujeros de las paredes o en el hueco de un árbol. Los nidos están revestidos con pelos de animales y se ha observado que muchos nidos tienen piezas de mudas de serpientes. Los huevos son de forma ovalada regular, pero muchos son alargados y unos pocos puntiagudos. Son de color blanco, a menudo teñidos de verde o rosa tenue. Las marcas son más densas en el extremo más grande del huevo, donde forman una tapa irregular. Algunos huevos están manchados con marrón rojizo oscuro en el extremo grande. Los huevos son de aproximadamente 0,76-0,84cm de largo y 0,55-0,62 cm de ancho. La nidada es dee tres a cuatro huevos. Se han observado puestas anormales de siete huevos, aunque ninguno de los huevos ha eclosionado en estos nidos. Sólo las hembras se encargan de incubar los huevos. Los huevos eclosionan en unos 10 a 12 días. Tanto machos como hembras alimentan a los jóvenes, los machos a veces pasan alimentos a la hembras que a su vez alimenta a los jóvenes. Los pichones pueden aparentar estar muertos (tanatosis) cuando son manipulados. Los pichones pueden ser depredados por la urraca vagabunda (Dendrocitta vagabunda). El mismo sitio de anidación puede ser reutilizado por varios años.
Un viejo registro anecdótico de estas aves poniendo sus huevos en los nidos de charlatanes de Turdoides no ha sido apoyado por observaciones posteriores. Los estudios de laboratorio han demostrado cambios cíclicos en la melanina de pigmentación del tejido que rodea a los testículos. La pigmentación oscura se pierde durante la época de reproducción y es recuperada más tarde.

### Parásitos
Varios parásitos incluyendo un cestodo han sido identificados en esta especie.

## Otras fuentes
- George, JC (1963) Some observations on the breeding behaviour of the Indian Robin, Saxicoloides fulicata (Linnaeus). Pavo 1(2):71-78.
- Magon, VK (1979) Distribution of acid phosphatase in the digestive system of two Indian birds, Uroloncha malabarica and Saxicoloides fulicata. Pavo 17(1&2):27-32.
- Rajvanshi, G; Gupta, MM; Yeshowardhana; Singh, VS (1985) Histochemical localization of calcium and iron in the gonad of male Indian Robin (Saxicoloides fulicata). Pavo 23(1&2):31-36.
- Rajvanshi, G; Gupta, MM; Bhatnagar, VK; Bhatnagar, Sumar (1985) Cyclic changes in Carbohydrate localization in gonad of male Indian Robin Saxicoloides fulicata (Linn.). Pavo 23(1&2):41-46.
- Gupta, MM; Rajvanshi, G; Singh, VS (1986) Histochemical localization of proteins and Tryptophane aminoacid in testis of Indian Robin Saxicoloides fulicata (Linn.). Pavo 24(1&2):69-76.
- Culshaw, JC (1948). «Some observations on the territories of Blackbacked Indian Robins Saxicoloides fulicata fulicata, Linn». Jour. Bengal Nat. Hist. Soc. 22 (3): 92.
- Stonor, CR (1944). «On the display of the Indian Robin, Saxicoloides fulicata (Linnaeus)». Ibis 86 (1): 91-93. doi:10.1111/j.1474-919X.1944.tb07534.x.